# Argyrolepidia mutans
Argyrolepidia mutans är en fjärilsart som beskrevs av Rothschild 1901. Argyrolepidia mutans ingår i släktet Argyrolepidia och familjen nattflyn. Inga underarter finns listade i Catalogue of Life.